# The Beauty Queen of Leenane
The Beauty Queen of Leenane (La Reine de beauté de Leenane) est une pièce de théâtre de Martin McDonagh écrite en 1996 et jouée à de nombreuses reprises depuis.

## Argument
L'histoire d'une relation tortueuse en huis clos entre une quadragénaire célibataire et sa vieille mère manipulatrice et castratrice qui fera échouer les derniers rêves de sa fille. La réaction de sa fille sera à la hauteur de la cruauté maternelle.
La pièce a été jouée dans le monde entier, a été à chaque fois acclamée par la critique et a été nommée aux Tony Awards en 1998 dans la catégorie meilleure performance scénique.